# Łotwa
Łotwa (łot. Latvija), Republika Łotewska (łot. Latvijas Republika) – państwo w Europie Północnej, jeden z krajów bałtyckich, położony w przeważającej części w dorzeczu Dźwiny. Od północy Łotwa graniczy z Estonią, od wschodu z Rosją i Białorusią, a od południa z Litwą. Łączna długość granic lądowych wynosi 1370 km. Większość zachodniej granicy Łotwy wyznacza wybrzeże Morza Bałtyckiego. Powierzchnia administracyjna Łotwy wynosi 64 573 km², co daje jej 124. miejsce na świecie i 24. w Europie. Zamieszkana przez niecałe dwa miliony ludzi (2017), zajmuje pod względem liczby ludności 147. miejsce na świecie, a 32. w Europie. Łotwa jest państwem unitarnym, w skład którego wchodzi pięć krain historycznych: Liwonia, Łatgalia, Kurlandia, Semigalia i Selonia. Administracyjnie podzielona jest na siedem miast wydzielonych oraz 36 powiatów. Jej największym miastem i stolicą jest Ryga. Inne większe miasta to Dyneburg, Lipawa, Jełgawa, Jurmała i Windawa.
Po zakończeniu I wojny światowej w Rydze 18 listopada 1918 Łotwa proklamowała niepodległość. W wyniku paktu Ribbentrop-Mołotow znalazła się w sowieckiej strefie wpływów i od czerwca 1940 roku trwała okupacja jej terytorium. Od 5 sierpnia 1940 roku do 4 maja 1990 roku istniała Łotewska Socjalistyczna Republika Radziecka. 21 sierpnia 1991 roku Łotwa ogłosiła deklarację niepodległości i w tym też roku została przyjęta do ONZ. Od 1 maja 2004 roku Łotwa jest członkiem Unii Europejskiej, a od 29 marca 2004 roku NATO. Należy także do OBWE, Rady Europy oraz Rady Bałtyckiej i Rady Państw Morza Bałtyckiego.

## Geografia

### Rzeźba i budowa geologiczna
Łotwa jest krajem nizinnym. 57% jej terytorium leży poniżej 100 m n.p.m., a tylko 2,5% powyżej 200 m n.p.m. Średnia wysokość nad poziomem morza wynosi 87 m. Najwyższym punktem jest wzniesienie Gaiziņkalns (312 m n.p.m.), zaś najniżej położone jest wybrzeże Bałtyku (0 m).
Północna część kraju spoczywa na południowym skłonie tarczy fennoskandzkiej, natomiast południowa leży na płycie rosyjskiej.
Przez Łotwę płynie Dźwina, uchodząca do Zatoki Ryskiej. Rzeka umożliwia spławianie drewna oraz wytwarzanie energii w hydroelektrowniach.

### Klimat
Klimat Łotwy jest umiarkowany, przejściowy o cechach morskich na Półwyspie Kurlandzkim i bardziej kontynentalny na wschodzie. Średnie temperatury roczne wahają się pomiędzy 4,5 °C a 6,5 °C (w styczniu od −3 °C na zachodnim wybrzeżu do −7 °C na północnym wschodzie, w lipcu – ok. 17 °C). Roczne sumy opadów w zachodniej Kurlandii sięgają 750 mm, natomiast na wschodzie nie przekraczają 550 mm.

## Wpływy niemieckie
Łotwa, podobnie jak jej północny sąsiad, Estonia, od wczesnego średniowiecza, aż do początków XX wieku, a więc przez wieleset lat, znajdowała się pod bardzo silnym wpływem kultury niemieckiej. Było to spowodowane tym, że obecne Łotwa i Estonia to dawne Inflanty i inne krainy historyczne (np. Terra Mariana), które najdłużej w swej historii były pod niemieckim panowaniem. Kultura niemiecka oddziaływała tam jednak znacznie dłużej niż tylko w czasie oficjalnego panowania Niemców na tym terenie, ale również w czasie panowań szwedzkiego, polskiego, czy też rosyjskiego wyższą klasę społeczeństwa stanowili tam dalej Niemcy, obejmowali oni też często najważniejsze urzędy w administracji, a miasta w tych krajach wciąż miały niemiecki charakter i władzę sprawowała niemiecka Rada Regionalna (tzw. Landtag).
Kultura niemiecka silnie oddziaływała na, skupione głównie na wsiach, ludy fińskie, czyli przodków obecnych Estończyków oraz ludy bałtyckie – przodków obecnych Łotyszy. Kultura niemiecka wciąż obecna jest w wielu aspektach kulturowych dzisiejszych Estończyków i Łotyszy.

## Historia

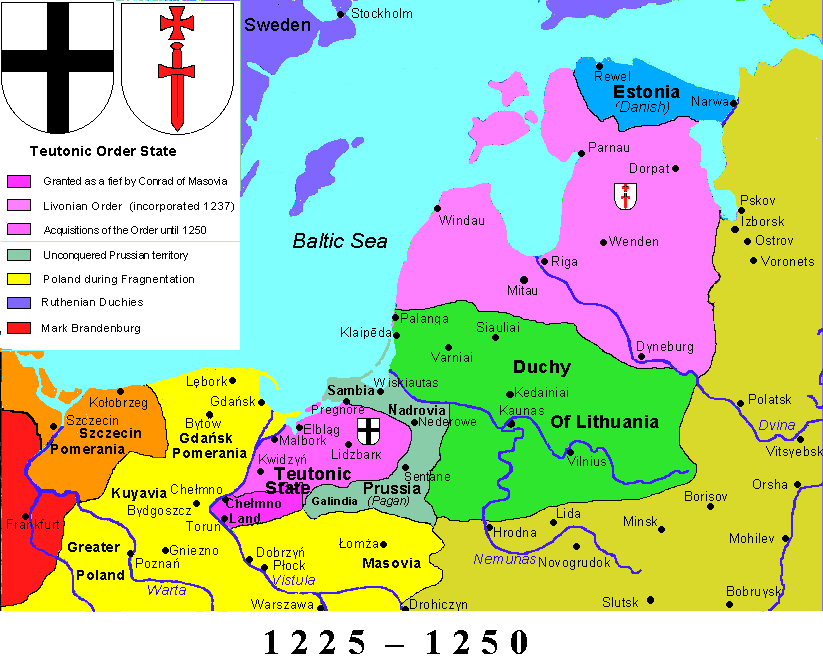
Lata 1225–1250, Łotwa jako ziemie niemieckiego zakonu kawalerów mieczowych. Łotwa przez wiele setek lat należała do zakonów niemieckich. Prawie do I wojny światowej język niemiecki odgrywał na Łotwie bardzo ważną rolę, a wpływy niemieckie na kulturę Łotyszy są silne.

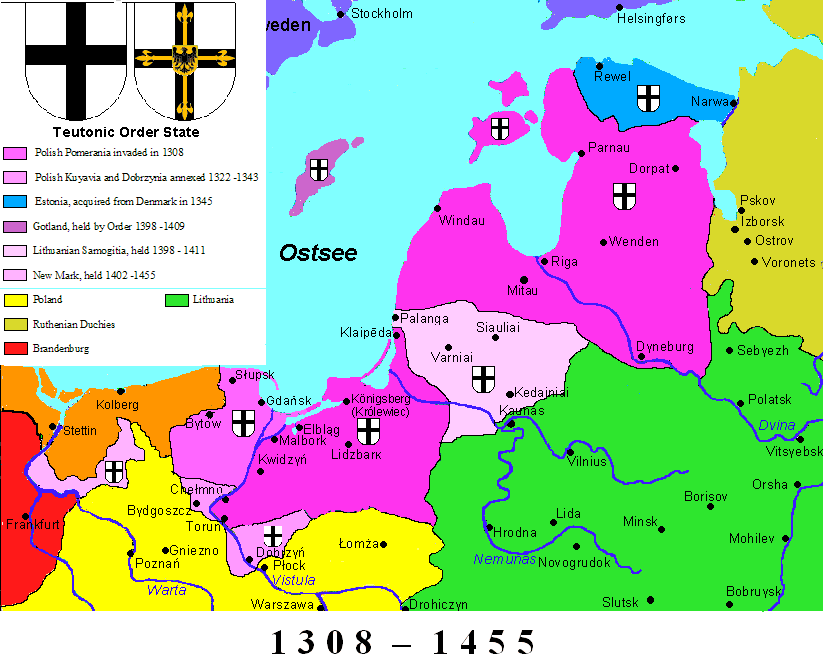
Lata 1308–1455, Łotwa jako część Prus Zakonnych

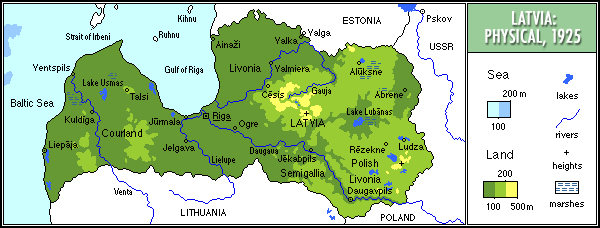
Mapa fizyczna Łotwy, 1920–1940

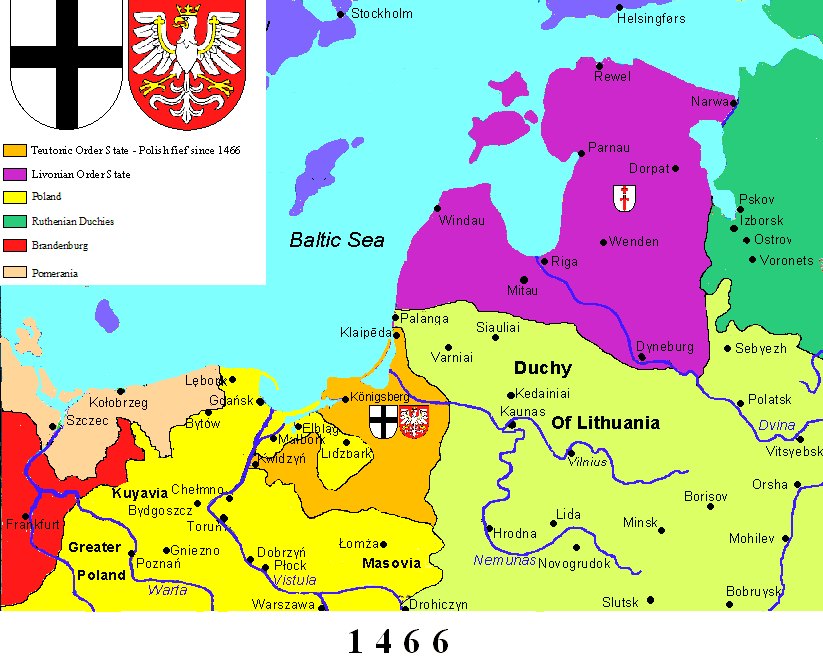
Rok 1466 – od tego roku Łotwa na nowo przeszła pod władanie kawalerów mieczowych

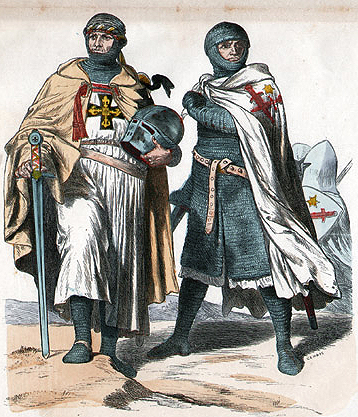
Niemiecki zakon kawalerów mieczowych na Łotwie, zwany zakonem liwońskim

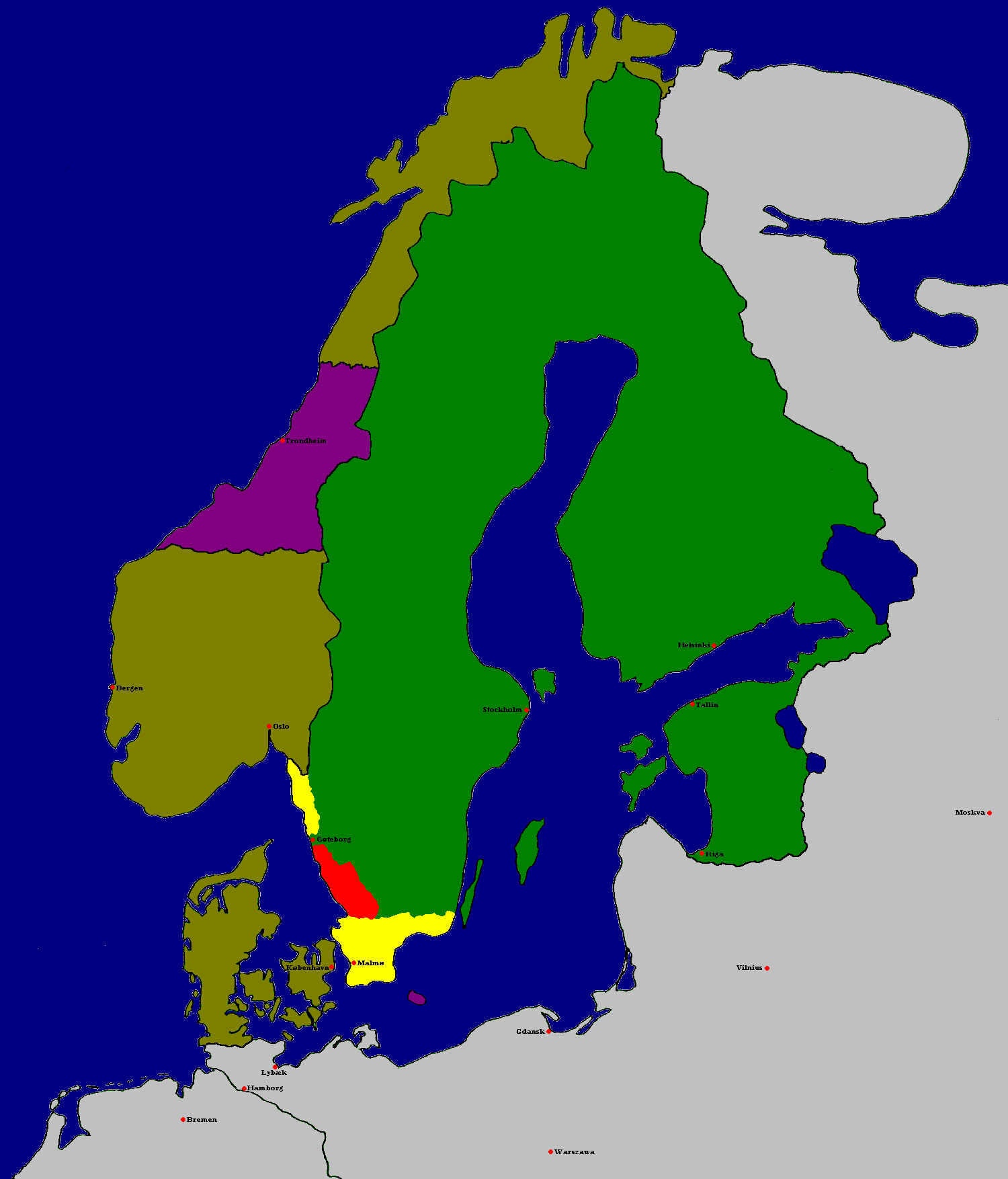
Północna Łotwa jako część Szwecji w XVII wieku

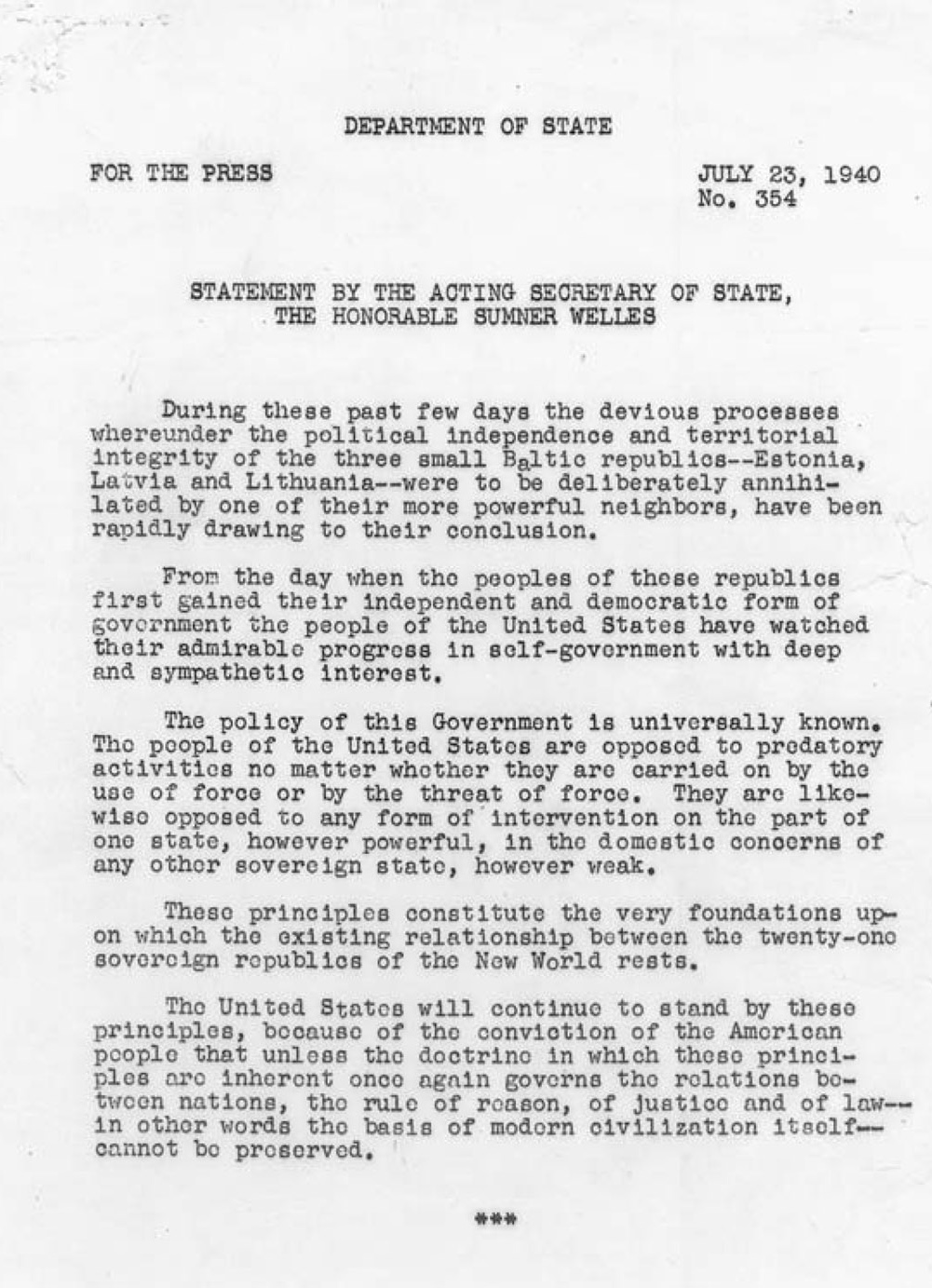
Deklaracja amerykańskiego departamentu stanu z 1940 r., nieuznająca włączenia Litwy, Łotwy i Estonii do ZSRR i stwierdzająca okupację tych krajów przez obce wojska. USA i większość krajów zachodnich nigdy nie uznały włączenia krajów bałtyckich do ZSRR.

Od IX do XI wieku kraj zasiedlany był przez plemiona bałtyckie oraz ugrofińskie (na północy). Od końca XII wieku następowała penetracja niemiecka, czego konsekwencją były silne i długotrwałe wpływy niemieckie, a także skandynawskie. W XIII wieku ziemie łotewskie zostały podbite przez niemiecki zakon kawalerów mieczowych i schrystianizowane. Od tej pory stanowiły one część Inflant – obszarów obejmujących dzisiejsze Łotwę i Estonię (ludność miejska posługiwała się tam głównie językiem niemieckim, a ludność wiejska językiem łotewskim oraz, w północnej części, estońskim i innymi językami z grupy fińskiej). Specyfika niemieckiego państwa zakonnego i wynikające stąd konflikty wewnętrzne sprawiły, że Łotysze nie zostali do końca zgermanizowani i przetrwali jako naród do dziś, choć wpływy kultur niemieckiej i skandynawskiej są silne.
W 1561 ziemie łotewskie zostały włączone do Litwy, a po unii lubelskiej stanowiły wspólną własność Rzeczypospolitej Obojga Narodów (Kurlandia i Semigalia jako lenno).
W latach od 1621 do 1629 część północna (Liwonia) została zdobyta przez Szwecję, pod której władzą pozostała do 1721.
W XVIII wieku kraj włączony został do Cesarstwa Rosyjskiego.
Podczas I wojny światowej najpierw od 1915 Kurlandia i Semigalia, a następnie od początku 1918 całość terytorium znajdowało się pod okupacją niemiecką.
18 listopada 1918 w Rydze proklamowano niepodległość. W latach 1918–1920 trwała wojna o niepodległość (łot. Latvijas brīvības cīņas), w której siły łotewskie przy wsparciu estońskim, brytyjskim i polskim walczyły przeciw oddziałom niemieckim, białoruskim i bolszewickim. W latach 1934–1940 Łotwa była rządzona autorytarnie przez Kārlisa Ulmanisa. W wyniku paktu Ribbentrop-Mołotow znalazła się w sowieckiej strefie wpływów.
Pod koniec 1939 utworzono sowieckie bazy wojskowe, a od czerwca 1940 trwała okupacja. 5 sierpnia 1940 Łotwa została formalnie włączona do ZSRR jako Łotewska SRR. W związku z falami brutalnych sowieckich represji po czerwcu 1940 wkroczenie wojsk niemieckich w lipcu 1941 spotkało się z pozytywnym przyjęciem ludności łotewskiej. W ramach okupacji niemieckiej Łotwa stała się Okręgiem Generalnym Łotwa (niem. Generalbezirk Lettland) Komisariatu Rzeszy Wschód (niem. Reichskommissariat Ostland). Na przełomie 1944 i 1945 większość obszaru kraju została zajęta przez Armię Czerwoną, jedynie w Kurlandii do maja 1945 broniło się znaczne zgrupowanie wojsk niemieckich i oddziałów łotewskich. Mimo ustanowienia po wojnie władzy sowieckiej i przeprowadzenia kolektywizacji na przełomie lat 40. i 50. XX w. działała silna antysowiecka partyzantka.
W okresie powojennym władze sowieckie przeprowadziły dość intensywne uprzemysłowienie kraju, a jednocześnie umieszczono na jego obszarze znaczne ilości wojsk – doprowadziło to do znacznego napływu na Łotwę Rosjan i ludności rosyjskojęzycznej.

### Historia współczesna
W 1986 Łotwa brała udział w obradach Grupy „Helsinki”, podczas których unieważniono pakt Ribbentrop-Mołotow. Włączenie do ZSRR uznano za okupację. W 1988 powstał Łotewski Front Ludowy, a w 1989 – Łotewski Ruch Niepodległości Narodowej głoszący postulat wyjścia z ZSRR. W maju 1989 Rada Najwyższa uznała język łotewski za państwowy (zamiast rosyjskiego). 23 sierpnia 1989 mieszkańcy Łotwy wzięli udział w żywym łańcuchu Wilno – Tallinn, którego celem było wyrażenie sprzeciwu wobec ustaleń paktu Ribbentrop-Mołotow w 50 rocznicę jego podpisania. W grudniu 1989 pakt ten został oficjalnie potępiony. 27 lipca 1989 Rada Narodowa podjęła uchwałę o samodzielności gospodarczej Łotwy, a 28 lipca ogłosiła deklarację o suwerenności państwowej. 11 stycznia 1990 usunięto z konstytucji zapis o kierowniczej roli partii komunistycznej, a 12 stycznia przywrócono flagę narodową, hymn i herb. W dniach 18 marca – 29 kwietnia 1990 odbyły się wybory parlamentarne, w których zwyciężył Łotewski Front Ludowy; przewodniczącym Rady Narodowej został Anatolijs Gorbunovs. 4 maja 1990 podjęto decyzję o przywróceniu niepodległości i konstytucji z 1922 (jej obowiązywanie wstrzymano do czasu wprowadzenia poprawek i w praktyce wciąż obowiązywały zapisy z konstytucji z 1978, jednak tylko te, które nie kolidowały z normami z 1922). 20 stycznia 1991 siły OMON-u podjęły nieudaną próbę opanowania Rygi w celu zastąpienia urzędującego rządu prorosyjskim.
17 marca 1991 odbyło się referendum, w którym 74% głosujących opowiedziało się za niepodległością. 21 sierpnia 1991 ogłoszono wystąpienie z ZSRR. Rada Państwa ZSRR zaakceptowała tę decyzję 6 września. W tym też roku Łotwa na podstawie Rezolucji Rady Bezpieczeństwa ONZ nr 710 z 12 września została przyjęta do ONZ. W 1993 Łotewski Front Ludowy został zastąpiony u władzy przez centrowy Związek Łotewska Droga. 27 stycznia 1994 w pełni przywrócono konstytucję z 1922 (z poprawkami). W tym samym roku (tj. 1994) podpisano układ o wycofaniu wojsk rosyjskich z łotewskiego terytorium, oraz państwo przystąpiło do programu NATO Partnerstwo dla Pokoju (członkiem NATO zostało w marcu 2004). Kryzys w bankowości doprowadził w 1995 do przedterminowych wyborów. W ich wyniku powstał słaby, składający się z 6 partii rząd, który upadł w 1998. Do władzy doszła wówczas prawicowa Partia Ludowa. W 2003 Łotwa opowiedziała się za przystąpieniem do Unii Europejskiej, co nastąpiło w maju 2004. 1 stycznia 2014 na Łotwie wprowadzono walutę euro.

## Ustrój polityczny
Organem ustawodawczym jest jednoizbowy parlament – Sejm (Saeima), składający się ze 100 parlamentarzystów wybieranych na czteroletnią kadencję. Prezydent jest wybierany przez Sejm na kadencję trwającą cztery lata. Reprezentuje on państwo na arenie międzynarodowej, jest najwyższym zwierzchnikiem sił zbrojnych Łotwy, a także ma prawo powoływać i odwoływać ambasadorów oraz innych przedstawicieli państwa.
Organem wykonawczym jest Gabinet Ministrów (Ministru kabinets), składający się z premiera i ministrów przez niego powołanych. Premier wyznaczany jest przez prezydenta państwa. Gabinet Ministrów musi otrzymać wotum zaufania w Sejmie, jest przed nim także odpowiedzialny za swoje działania.

## Demografia
W wyniku włączenia Łotwy do ZSRR przesiedlono tam wielu Rosjan. Większość Rosjan mieszkających na Łotwie nie zna języka łotewskiego, co jest jednym z powodów, dla których Łotwa nie chce przyznać wielu z nich obywatelstwa (nieobywatele). 18 lutego 2012 roku odbyło się w tym kraju referendum, w którym Łotysze mieli zdecydować o nadaniu rosyjskiemu statusu języka urzędowego, za takim rozwiązaniem opowiedziało się 24,88% głosujących. Premier Łotwy Valdis Dombrovskis apelował by jak najwięcej Łotyszy zagłosowało przeciwko uznaniu języka rosyjskiego drugim językiem urzędowym, z kolei mniejszość rosyjska chciała zwrócić uwagę na problem dyskryminacji Rosjan, którzy pomimo iż w niektórych okręgach stanowią ponad 40%, nie mogą korzystać ze swojego języka ojczystego w urzędach.
Średnia gęstość zaludnienia to 35,05 osób na km². W miastach mieszka około 71% ludności.
| Struktura narodowościowa/etniczna na Łotwie według spisów ludności z 2011 i 2000 roku | Struktura narodowościowa/etniczna na Łotwie według spisów ludności z 2011 i 2000 roku | Struktura narodowościowa/etniczna na Łotwie według spisów ludności z 2011 i 2000 roku | Struktura narodowościowa/etniczna na Łotwie według spisów ludności z 2011 i 2000 roku | Struktura narodowościowa/etniczna na Łotwie według spisów ludności z 2011 i 2000 roku | Struktura narodowościowa/etniczna na Łotwie według spisów ludności z 2011 i 2000 roku |
| Narodowość                                                                            | Liczba w 2011 (w tys.)                                                                | Udział %                                                                              | Różnica z 2000 r. (w tys.)                                                            | Liczba w 2000 (w tys.)                                                                | Udział %                                                                              |
| ------------------------------------------------------------------------------------- | ------------------------------------------------------------------------------------- | ------------------------------------------------------------------------------------- | ------------------------------------------------------------------------------------- | ------------------------------------------------------------------------------------- | ------------------------------------------------------------------------------------- |
| Łotysze                                                                               | 1 284,2                                                                               | 62,1%                                                                                 | 86,5                                                                                  | 1 370,7                                                                               | 57,7%                                                                                 |
| Rosjanie                                                                              | 556,4                                                                                 | 26,9%                                                                                 | 146,8                                                                                 | 703,2                                                                                 | 29,6%                                                                                 |
| Białorusini                                                                           | 68,2                                                                                  | 3,3%                                                                                  | 29                                                                                    | 97,2                                                                                  | 4,1%                                                                                  |
| Ukraińcy                                                                              | 45,7                                                                                  | 2,2%                                                                                  | 17,9                                                                                  | 63,6                                                                                  | 2,7%                                                                                  |
| Polacy                                                                                | 44,8                                                                                  | 2,2%                                                                                  | 14,7                                                                                  | 59,5                                                                                  | 2,5%                                                                                  |
| Litwini                                                                               | 24,4                                                                                  | 1,2%                                                                                  | 9,0                                                                                   | 33,4                                                                                  | 1,4%                                                                                  |
| Romowie                                                                               | 6,5                                                                                   | 0,3%                                                                                  | 1,7                                                                                   | 8,2                                                                                   | 0,3%                                                                                  |
| Żydzi                                                                                 | 6,4                                                                                   | 0,3%                                                                                  | 4                                                                                     | 10,4                                                                                  | 0,4%                                                                                  |
| Niemcy                                                                                | 3,0                                                                                   | 0,1%                                                                                  | 0,5                                                                                   | 3,5                                                                                   | 0,1%                                                                                  |
| Estończycy                                                                            | 2,0                                                                                   | 0,1%                                                                                  | 0,7                                                                                   | 2,7                                                                                   | 0,1%                                                                                  |
| Inni                                                                                  | 26,3                                                                                  | 1,3%                                                                                  | 1,3                                                                                   | 25,0                                                                                  | 1,2%                                                                                  |
| Ludność ogółem                                                                        | 2 067,9                                                                               | 100%                                                                                  | 309,5                                                                                 | 2 377,4                                                                               | 100%                                                                                  |

- Języki: łotewski (oficjalny), rosyjski, białoruski, polski, liwski, łatgalski i inne.
- Wyznania: luterańskie (głównie Łotysze z zachodniej i północnej części kraju), rzymskokatolickie (głównie Łotysze ze wschodniej części kraju, Polacy i Litwini), prawosławne (głównie Rosjanie, Białorusini i Ukraińcy).

### Miasta
|    | Miasto    | Liczba mieszkańców (2011) | Kraina historyczna |
| -- | --------- | ------------------------- | ------------------ |
| 1  | Ryga      | 658 640                   | Liwonia            |
| 2  | Dyneburg  | 93 312                    | Łatgalia           |
| 3  | Lipawa    | 76 731                    | Kurlandia          |
| 4  | Jełgawa   | 59 511                    | Semigalia          |
| 5  | Jurmała   | 50 840                    | Liwonia            |
| 6  | Windawa   | 38 750                    | Kurlandia          |
| 7  | Rzeżyca   | 32 328                    | Łatgalia           |
| 8  | Valmiera  | 25 130                    | Liwonia            |
| 9  | Ogre      | 24 840                    | Liwonia            |
| 10 | Jēkabpils | 24 635                    | Semigalia/Łatgalia |

## Religia
Religią dominującą na Łotwie jest protestantyzm (z wyjątkiem wschodniej cz. Łotwy, gdzie dominuje katolicyzm), ale tylko 7% Łotyszy praktykuje regularnie.
Główne wyznania w 2011 roku to:
- luteranizm – ok. 709 tys. (głównie Łotysze),
- katolicyzm – ok. 430 tys.,
- prawosławie – 370 tys. (głównie Rosjanie),
- staroobrzędowcy – 34,5 tys.
- inne grupy wyznaniowe – ok. 30 tys., w tym baptyści – 6,9 tys., zielonoświątkowcy – 6,3 tys. (2 grupy), ewangeliczni chrześcijanie – 4,6 tys. (2 grupy), adwentyści dnia siódmego – 4,0 tys. i Świadkowie Jehowy – 2,3 tys.

Według danych Eurobarometru z 2005 roku 37% Łotyszy deklaruje wiarę w istnienie Boga, 49% wierzy, że istnieje jakaś siła wyższa, zaś 10% nie deklaruje wiary w istnienie Boga, ducha czy innej „mocy”.

## Podział administracyjny

Granice administracyjne powiatów (novads) w Republice Łotewskiej po reformie administracyjnej z 2021 roku

Od 1 lipca 2021 roku (tj. od momentu wejścia w życie reformy administracyjnej z 2020 roku) Łotwa podzielona jest na 35 powiatów (novads) oraz 10 „miast państwowych“ (valstspilsētas), z których siedem największych jest wydzielonych administracyjnie, zaś pozostałe trzy zarządzane są z poziomu gminy.
Głównym zadaniem powiatu, w tym samorządów powiatowych (novada domes) jest koordynowanie polityki gospodarczej i działań ekologicznych w obrębie swojego terytorium. 
Łotwa składa się z czterech krain historyczno-kulturowych:

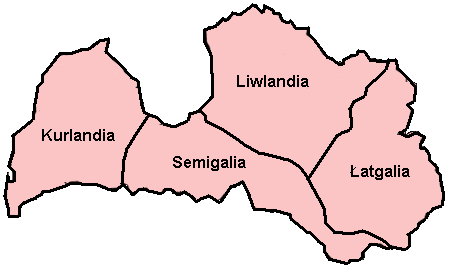
Krainy historyczne Łotwy

- Kurlandia
- Liwonia
- Łatgalia
- Semigalia

## Gospodarka
W 2015 r. Łotwa była 24. gospodarką Unii Europejskiej pod względem wielkości PKB w parytecie siły nabywczej i 104. gospodarką świata, a pod względem wielkości PKB nominalnego – 25. gospodarką UE i 98. gospodarką świata. W 2015 r. PKB per capita w parytecie siły nabywczej Łotwy wyniósł 18 500 PPS (64,5% średniej UE), a PKB per capita nominalny – 12 326 euro (42,9% średniej UE).
Łotwa uznawana jest przez ONZ za kraj „bardzo wysoko rozwinięty” pod względem wskaźnika rozwoju społecznego (HDI), który bierze pod uwagę takie czynniki jak długość życia, średnią długość edukacji odbytej przez 25-latków i oczekiwany czas edukacji dzieci w wieku szkolnym, jak również realny PKB per capita, tj. z uwzględnieniem siły nabywczej. Wskaźnik HDI dla Łotwy za 2015 r. wyniósł 0,830, dając jej 44. miejsce na świecie na 188 uwzględnionych państw lub terytoriów zależnych, między Węgrami i Argentyną.
Dług publiczny Łotwy w 2015 r. wyniósł około 36% PKB, co było poziomem znacznie niższym od średniej UE, który wyniósł 85%. W 2016 r. według Eurostatu współczynnik Giniego dla ekwiwalentnych dochodów do dyspozycji, mierzący równomierność rozkładu dochodów, osiągnął dla Łotwy poziom (34,5) znacznie wyższy od średniej UE (30,8). Najniższy poziom nierówności w UE w 2015 r. odnotowano na Słowacji (23,7), a najwyższy w Litwie – 38. Od 2005 r. obserwuje się na Łotwie sukcesywny spadek wartości współczynnika Giniego, co interpretuje się jako zmniejszanie nierówności dochodowych.
Gospodarka łotewska była jedną z najszybciej rozwijających się w Unii Europejskiej. Wzrost PKB w 2007 wynosił ponad 10%
W 2008 Łotwę nawiedził kryzys gospodarczy. Jeden z banków, Parex, ograniczył wypłaty z kont. PKB w trzecim kwartale 2008 r. skurczył się o 4,2%, a rząd został zmuszony do zaciągnięcia pożyczki w Międzynarodowym Funduszu Walutowym i Komisji Europejskiej. W pierwszym kwartale 2009 roku spadek PKB wyniósł 18%. Łotwa w dniu 1 stycznia 2014 roku przyjęła walutę euro.

### Gospodarka leśna
Lasy zajmują na Łotwie ok. 2,7 mln ha. Z tego 12,6% to lasy chronione, pozostające w granicach parków narodowych, rezerwatów przyrody i parków przyrodniczych. Dalsze 38,5% to lasy z ograniczonymi formami gospodarowania, leżące w obszarach chronionego krajobrazu, „zielonych strefach” i na innych obszarach istotnych z punktu widzenia ochrony środowiska przyrodniczego. Pozostałe blisko 49% to lasy gospodarcze. Cały zasób drewna w tych lasach szacowany jest na 426 mln m³, z tego lasy państwowe 290 mln m³ (68%) i lasy prywatne ponad 130 mln m³ (blisko 31%). Wielkość planowanego rocznego pozyskania drewna wynosi ok. 6,2 miliona m³, co stanowi 2,3 m³/ha lub 85% średniorocznego przyrostu.
Z ramienia państwa lasami zarządza Minister Leśnictwa, który bezpośrednio nadzoruje pracę 34 obwodów leśnych (nadleśnictw), które z kolei dzielą się na 230 leśnictw, w których pracuje 1841 strażników leśnych.

### Emisja gazów cieplarnianych
Emisja równoważnika dwutlenku węgla z terenu Łotwy wyniosła w 1990 roku 27,567 Mt, z czego 20,141 Mt stanowił dwutlenek węgla. W przeliczeniu na mieszkańca emisja wyniosła wówczas 7,559 t dwutlenku węgla, a w przeliczeniu na 1 dolar PKB 869 kg. Głównym źródłem emisji była wówczas energetyka. Następnie emisje spadały, osiągając minimum w roku 2000. Od tego czasu emisje utrzymują się na podobnym poziomie, przy czym w przeliczeniu na mieszkańca nieznacznie rosną, a w przeliczeniu na PKB nieznacznie spadają. W 2018 emisja dwutlenku węgla pochodzenia kopalnego wyniosła 7,824 Mt, a w przeliczeniu na mieszkańca 4,054 t i w przeliczeniu na 1 dolar PKB 154 kg. W tym czasie proporcjonalnie wzrósł udział emisji z transportu. Pojawienie się nowych gazów cieplarnianych, takich jak fluorowęglowodory sprawiło natomiast, że emisja równoważnika dwutlenku węgla jest prawie dwukrotnie wyższa od emisji samego dwutlenku węgla (w 2015 odpowiednio 13,452 Mt wobec 7,696 Mt).

## Transport

### Drogi

#### Tablice rejestracyjne

Współczesna łotewska tablica rejestracyjna

Nowe tablice rejestracyjne na Łotwie składają się z eurobandu z lewej strony, na którym znajdują się flaga UE, oraz niżej kod samochodowy Łotwy „LV”. Reszta to dwie czarne litery oznaczające serię tablicy rejestracyjnej, dywiz, i jedna do czterech cyfr (liczb mniejszych niż 1000 nie uzupełnia się do czterech cyfr poprzez dodanie z przodu odpowiedniej liczby zer).
Na starych tablicach z lewej strony znajdowały się flaga Łotwy i kod samochodowy, a dalej dwie czarne litery oznaczające serię tablicy rejestracyjnej, dywiz, i cztery cyfry.
Za dodatkowy koszt są dostępne tablice rejestracyjne z dowolnym tekstem lub kombinacją cyfr.
Tablice rejestracyjne taksówek składają się z liter TQ, dywizu i 1–4 cyfr umieszczonych na żółtym tle.

## Ochrona przyrody
Na terenie Łotwy istnieją 4 parki narodowe (Gauja, Kemeri, Razno i Slitere), 5 państwowych rezerwatów przyrody i 6 obszarów chronionego krajobrazu.

## Turystyka
Łotwa jest krajem nizinnym, z licznymi wzniesieniami, oraz posiada około 5000 jezior, w większości polodowcowych. Słabo urozmaicony krajobraz, oraz także liczne źródła wód mineralnych predestynują Łotwę do stania się miejscem wypoczynku. Dużymi atutami Łotwy są długa linia brzegowa i nadbałtyckie plaże. Najsłynniejszym miastem wypoczynkowym jest otoczona wianuszkiem mniejszych ośrodków Jurmała, skąd można dopłynąć promem do innych portów nad Bałtykiem. Poza Rygą i Jurmałą wielu turystów odwiedza nieodległą od stolicy Siguldę, leżącą na skraju Parku Narodowego Gauja, gdzie podziwiać można: zamki, jaskinie (największa – jaskinia Gutmana), jeziora, starodrzew. Turyści chętnie odwiedzają także drugie miasto kraju, położony nad Dźwiną Dyneburg.
W 2015 roku kraj ten odwiedziło 2,024 mln turystów (9,8% więcej niż w roku poprzednim), generując dla niego przychody na poziomie 895 mln dolarów.

## Siły zbrojne
Łotewskie Narodowe siły zbrojne składają się z Wojsk Lądowych, Marynarki Wojennej, Sił Powietrznych, Żandarmerii Wojskowej oraz Obrony Krajowej. Liczą 5,3 tys. zawodowych żołnierzy i 16 tys. rezerwistów. Są wyposażone w 310 opancerzonych pojazdów bojowych, 45 sztuk artylerii samobieżnej, 10 artylerii holowanej, 11 okrętów patrolowych, 6 niszczycieli min i 4 śmigłowce. Są klasyfikowane jako 97. siła militarna na świecie z rocznym budżetem wynoszącym 750 mln USD.

## Galeria

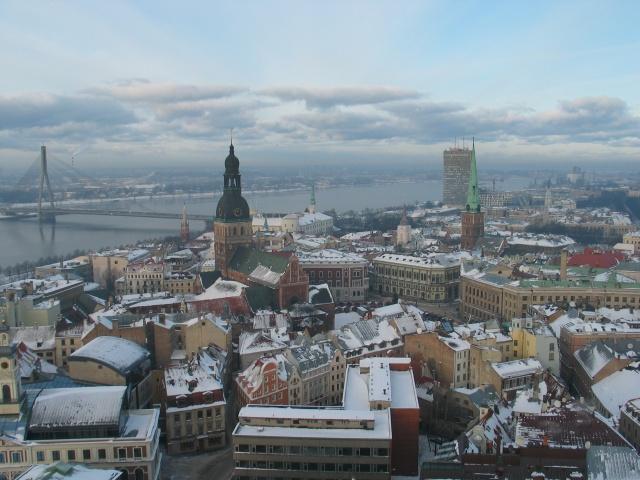
Ryga
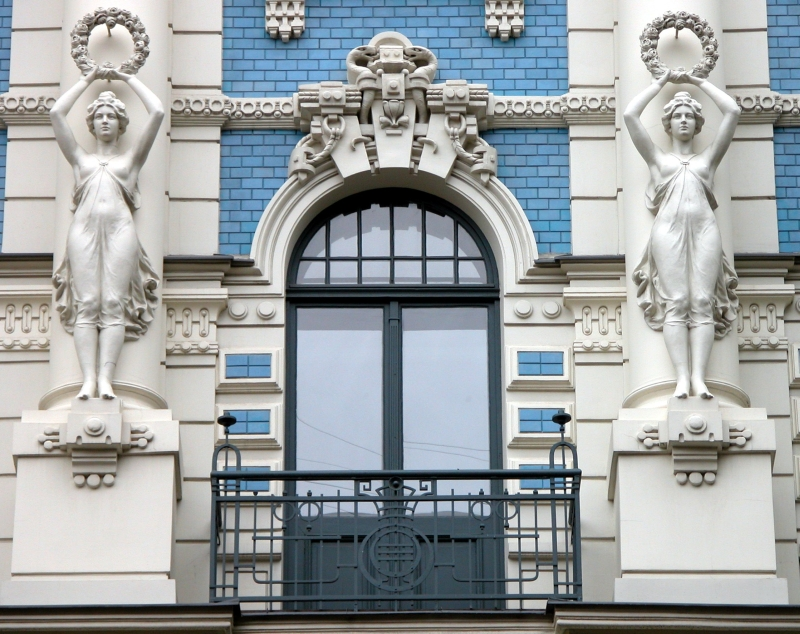
Ryga
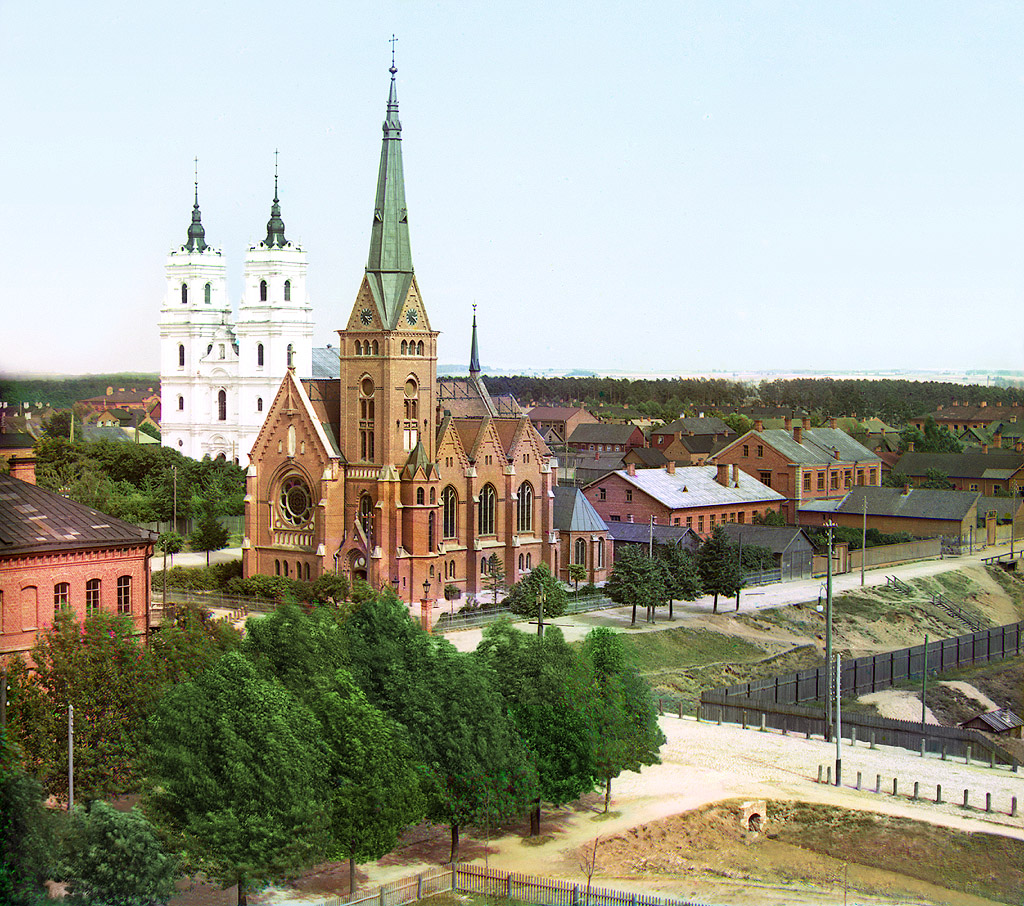
Dyneburg
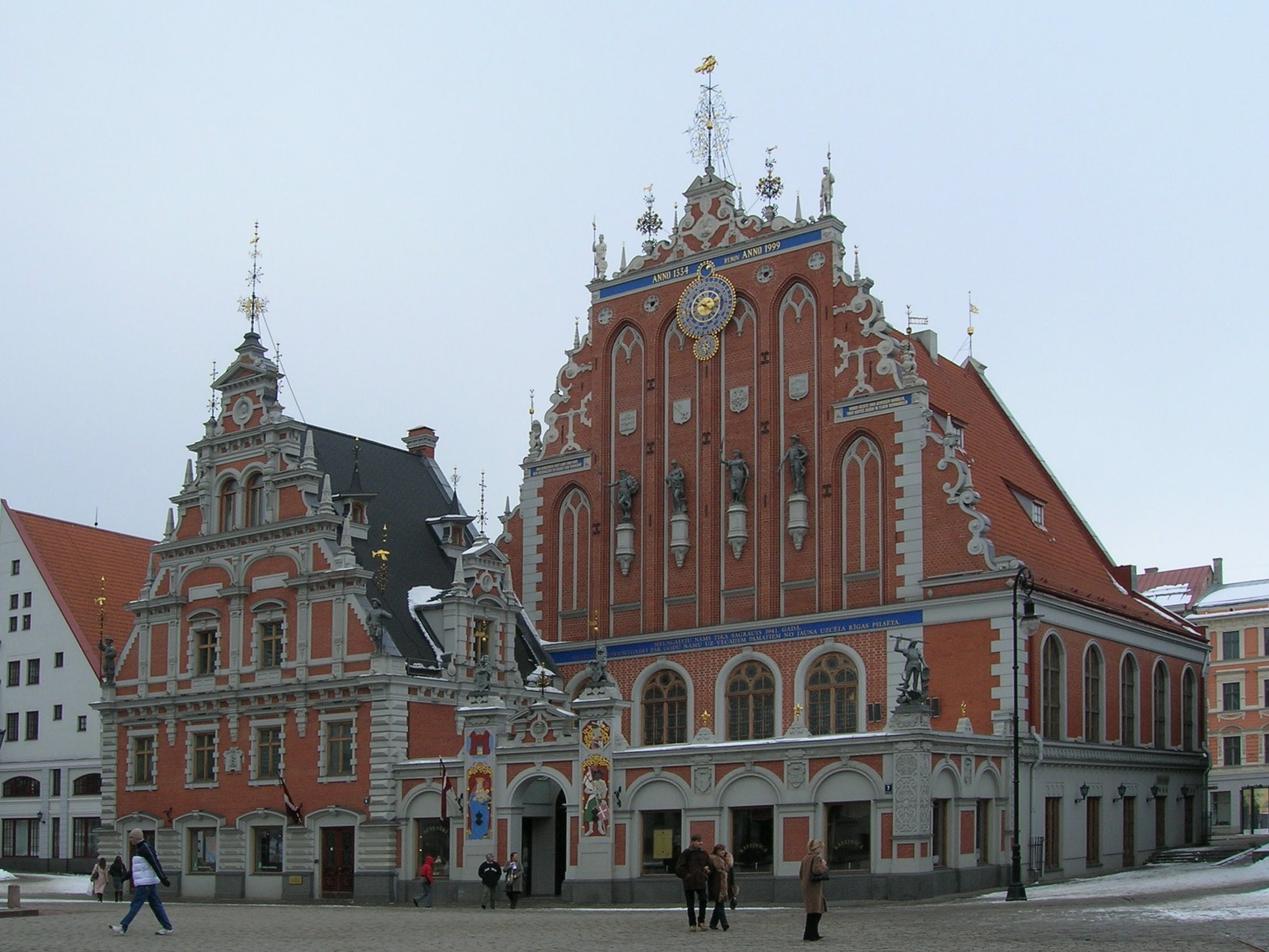
Dom Bractwa Czarnogłowych w Rydze
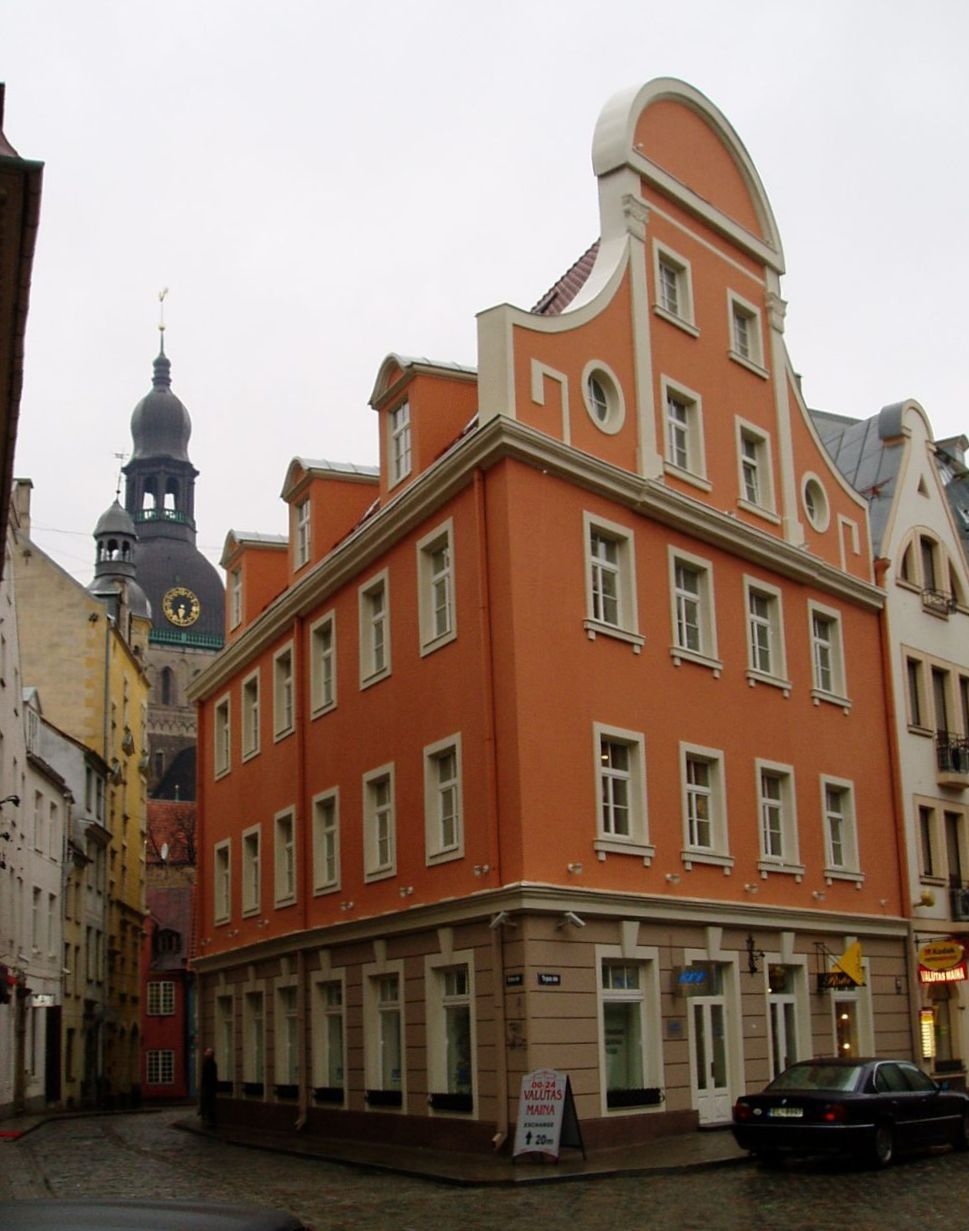
Dom Holenderski w Rydze
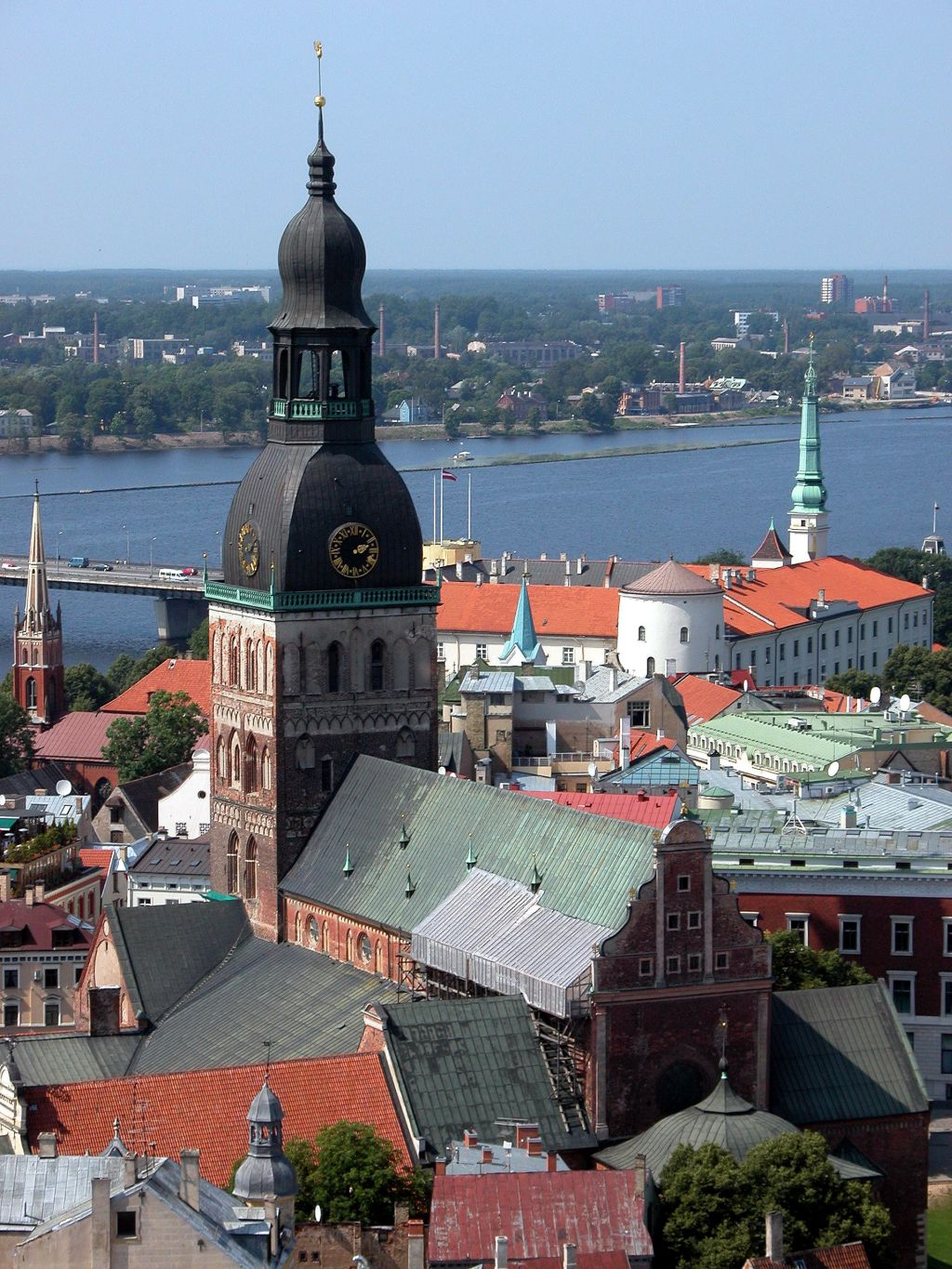
Katedra Protestancka w Rydze
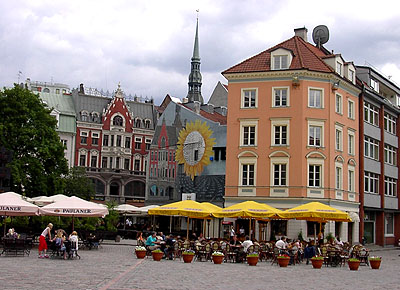
Jeden z placów Rygi
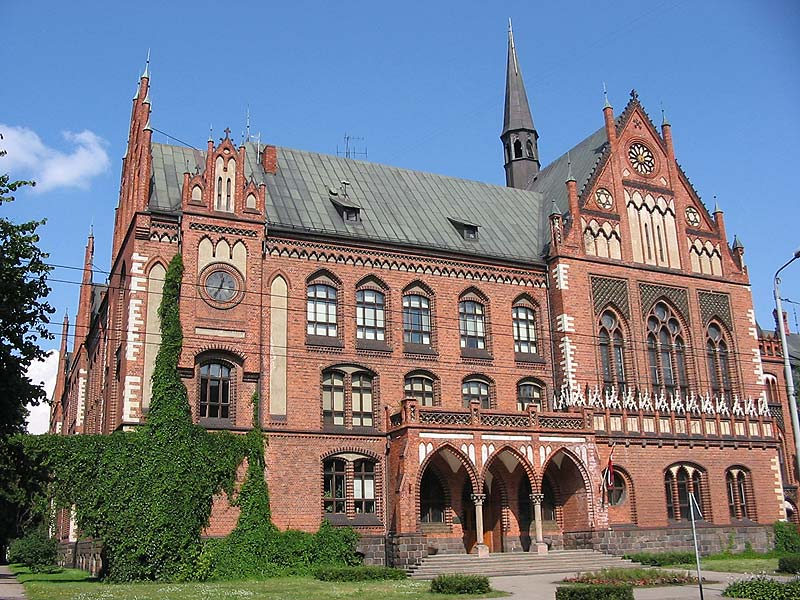
Ryska akademia sztuki
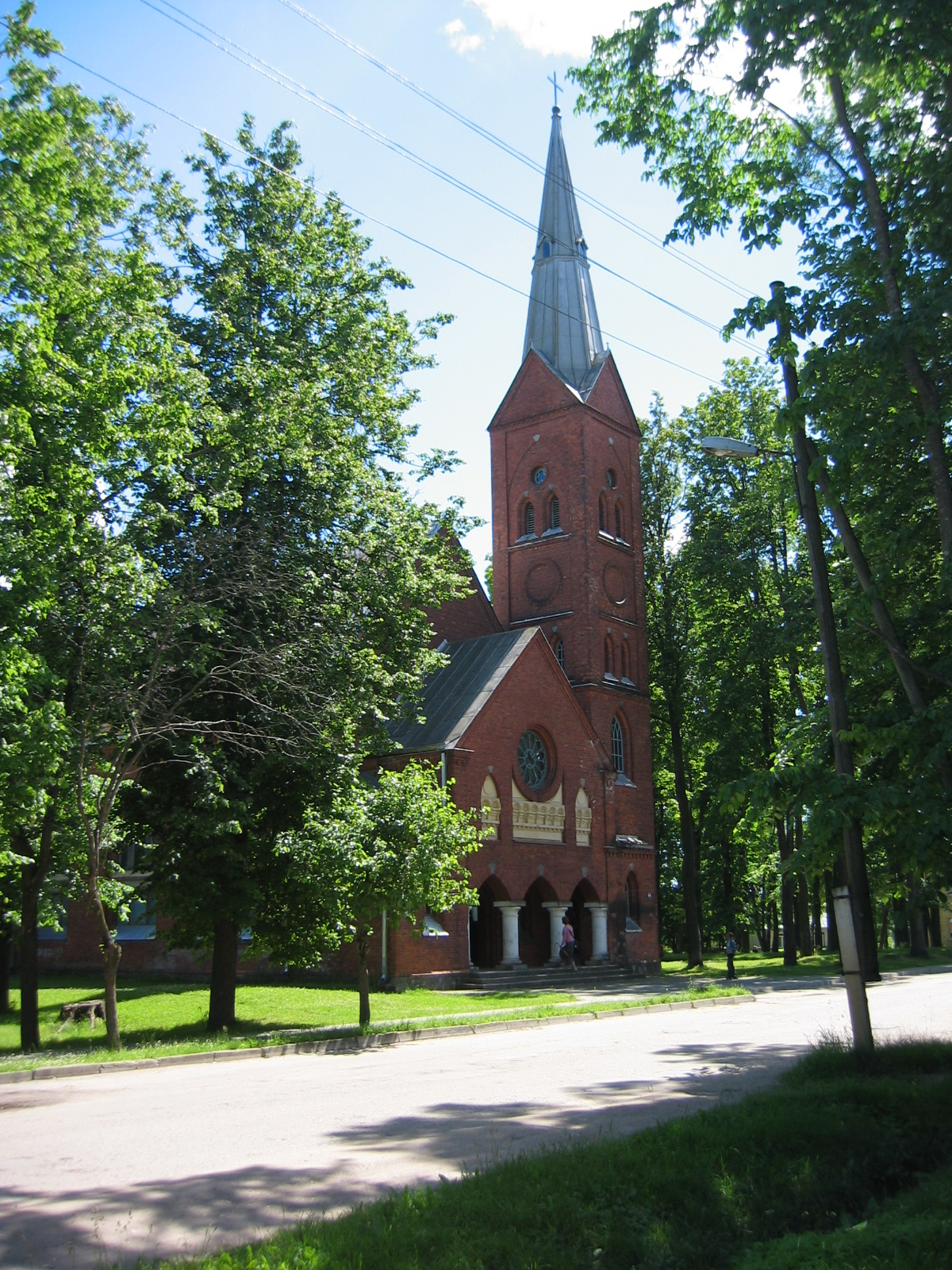
Kościół protestancki w Rezekne
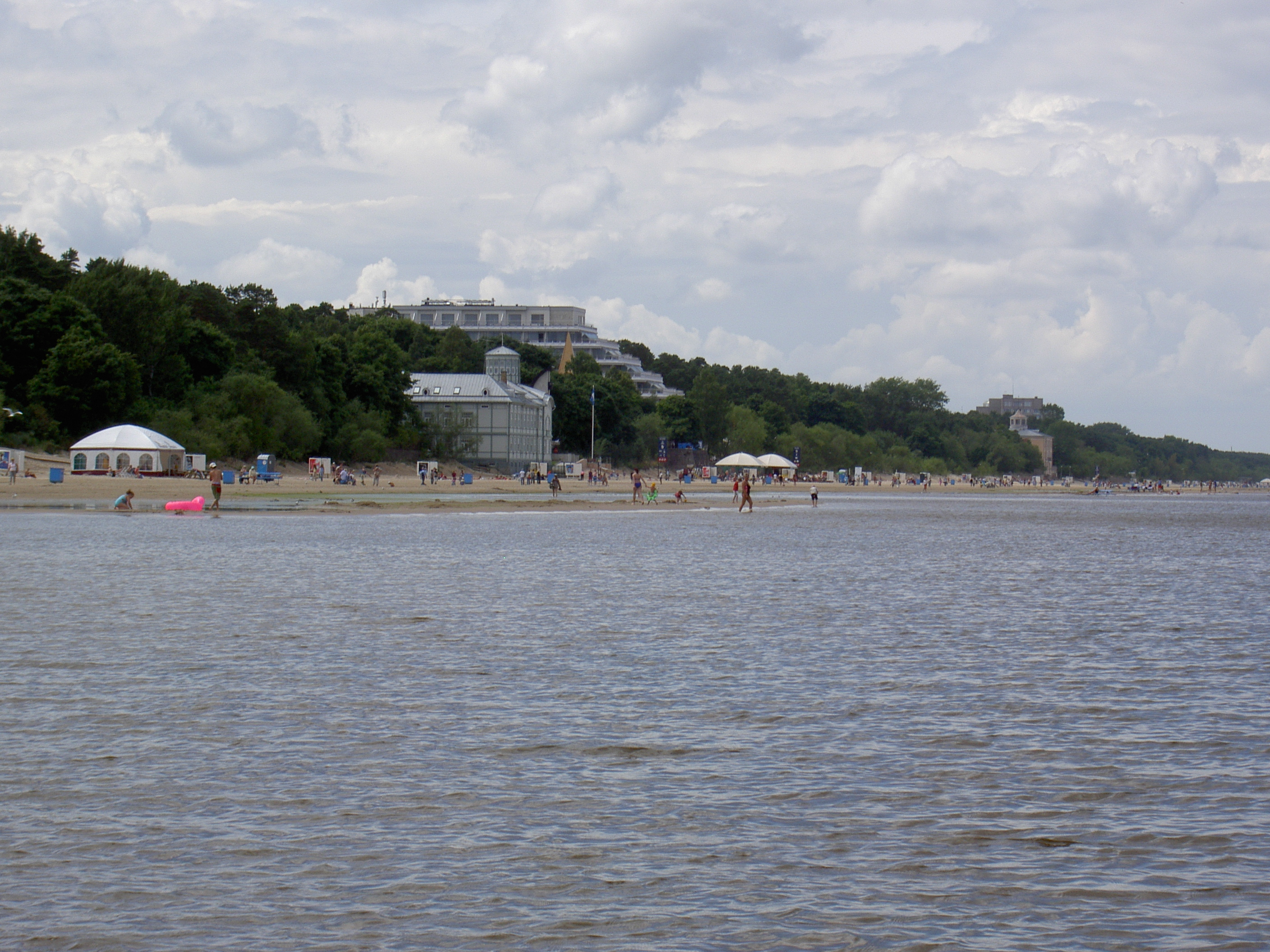
Plaża w Jurmale
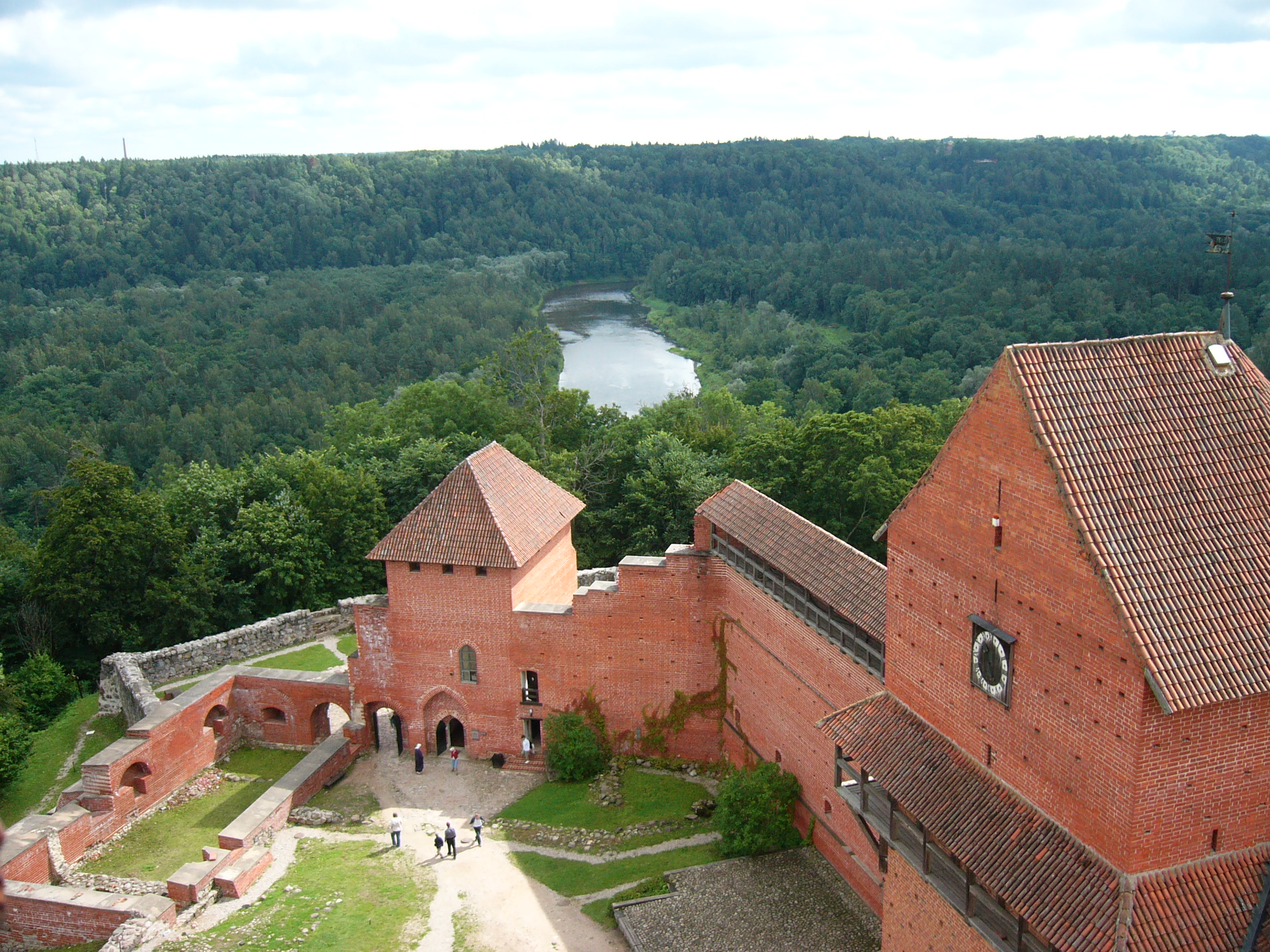
Ruiny zamku krzyżackiego w Turaidzie